# Axel Henriksson
Axel Henriksson, né le 16 avril 2002 en Suède, est un footballeur suédois qui évolue au poste de milieu offensif au Blackburn Rovers.

## Biographie

### Formation et débuts
Né en Suède, Axel Henriksson s'intéresse très jeune au football mais aussi à l'athlétisme, autre sport dans lequel il se montre à son avantage notamment en saut en longueur et au saut en hauteur. Il décide de se consacrer au football et joue pour l'IK Zenith avant d'être formé par le BK Häcken. Il découvre le monde professionnel avec ce club, jouant son premier match en équipe première lors d'une rencontre de coupe de Suède face au Västerås SK. Il entre en jeu à la place de Leo Bengtsson et le BK Häcken s'impose par trois buts à zéro.

### GAIS
Le 4 mars 2022, Axel Henriksson rejoint le GAIS. Il signe un contrat d'un an, jusqu'en décembre 2022.
Il joue son premier match dans la Superettan, la deuxième division suédoise, le 6 juin 2023 contre le GIF Sundsvall. Il entre en jeu à la place de Julius Lindberg et son équipe l'emporte par trois buts à zéro.
Le 11 août 2023, Henriksson prolonge son contrat avec le GAIS jusqu'en décembre 2026.
Il découvre l'Allsvenskan, la première division suédoise, jouant son premier match dans la compétition le 31 mars 2024, lors de la première journée de la saison 2024 contre l'IF Brommapojkarna. Il est titularisé et son équipe est battue par trois buts à zéro.
Henriksson marque son premier but en première division le 6 mai 2024, lors d'un derby face à l'IFK Göteborg. Titularisé, il ouvre le score et participe à la victoire de son équipe par deux buts à un,.

### Blackburn Rovers
Le 6 août 2025, Axel Henriksson prend la direction de l'Angleterre afin de signer en faveur de Blackburn Rovers pour un contrat de quatre ans, soit jusqu'en juin 2029, plus une année supplémentaire en option.